# 吾妻小富士
吾妻小富士（あづまこふじ）は、福島県福島市にある標高1,707mの活火山で、吾妻連峰のひとつ。本来の山名は摺鉢山である。すり鉢状の大きな火口があり、麓の福島市側から見るとあたかも小型の富士山のように見えることからこの名が付いた。

## 登山
観光道路磐梯吾妻スカイラインの途中にある浄土平（標高1,600メートル）に、路線バスもしくは車でアクセスすることができる。吾妻連峰の他の山々を背にしながら浄土平の駐車場から磐梯吾妻スカイラインを横断し、整備された階段を約10分登れば火口壁の稜線に到達する。火口壁を1周（直径約450メートル、1周約1.5km）するお鉢巡りして1時間弱程度で元の浄土平に戻ってくることができる。
天気が良ければ福島盆地や浄土平の眺望もでき、気軽にトレッキングを楽しむことができる。

## 雪うさぎ

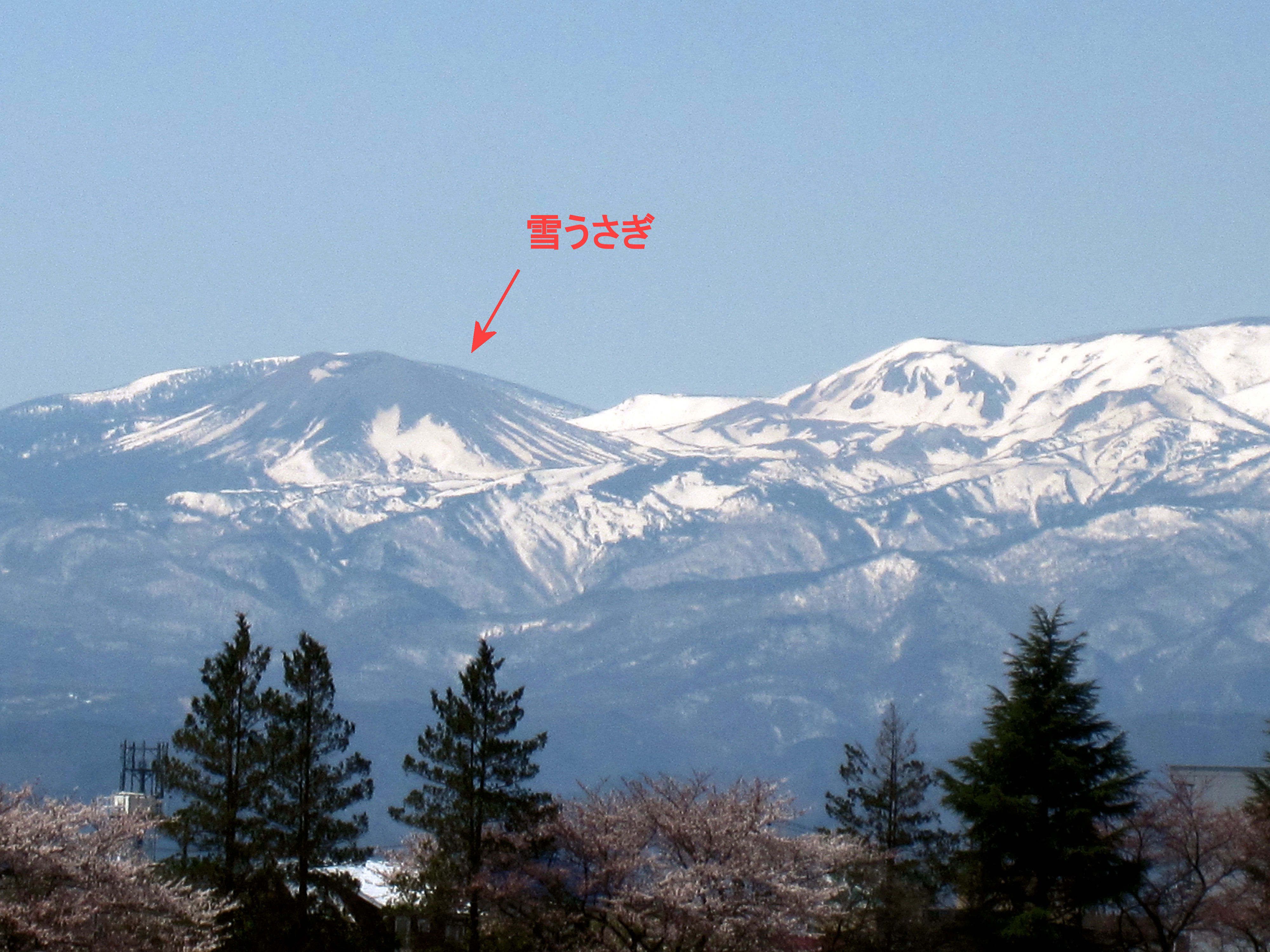
吾妻小富士の雪うさぎ

早春のころになると山肌に残る雪がうさぎのような形に見えることから、この残雪は「雪うさぎ（吾妻の雪うさぎ）」と呼ばれ、福島市民に春の訪れを知らせる風物詩となっている。昔から雪うさぎが見えるようになると、農家の人々が苗代に種をまき始めたところから、「種まきうさぎ」とも呼ばれる。

## ギャラリー

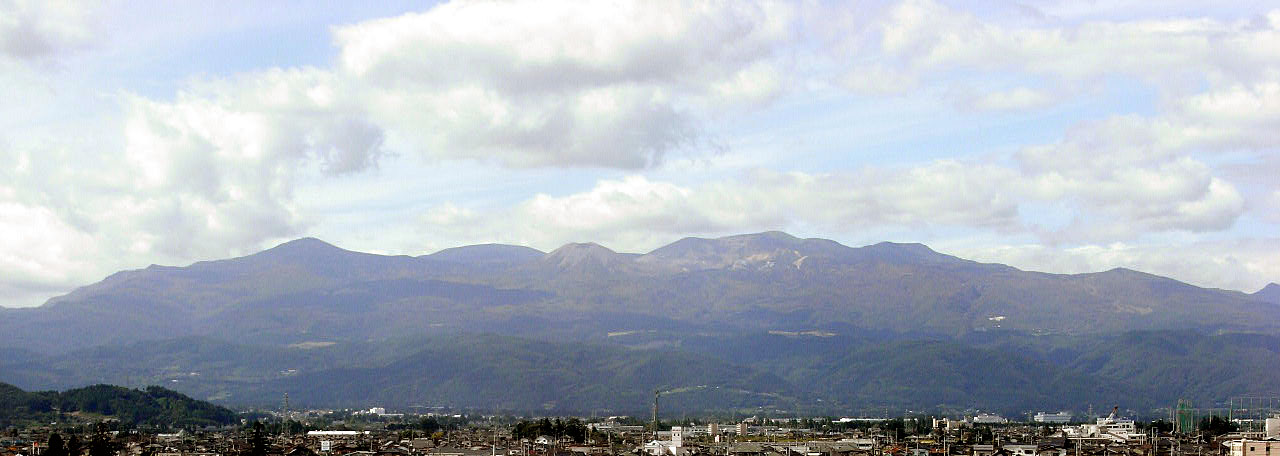
福島市より見る吾妻山全景。中央に吾妻小富士。
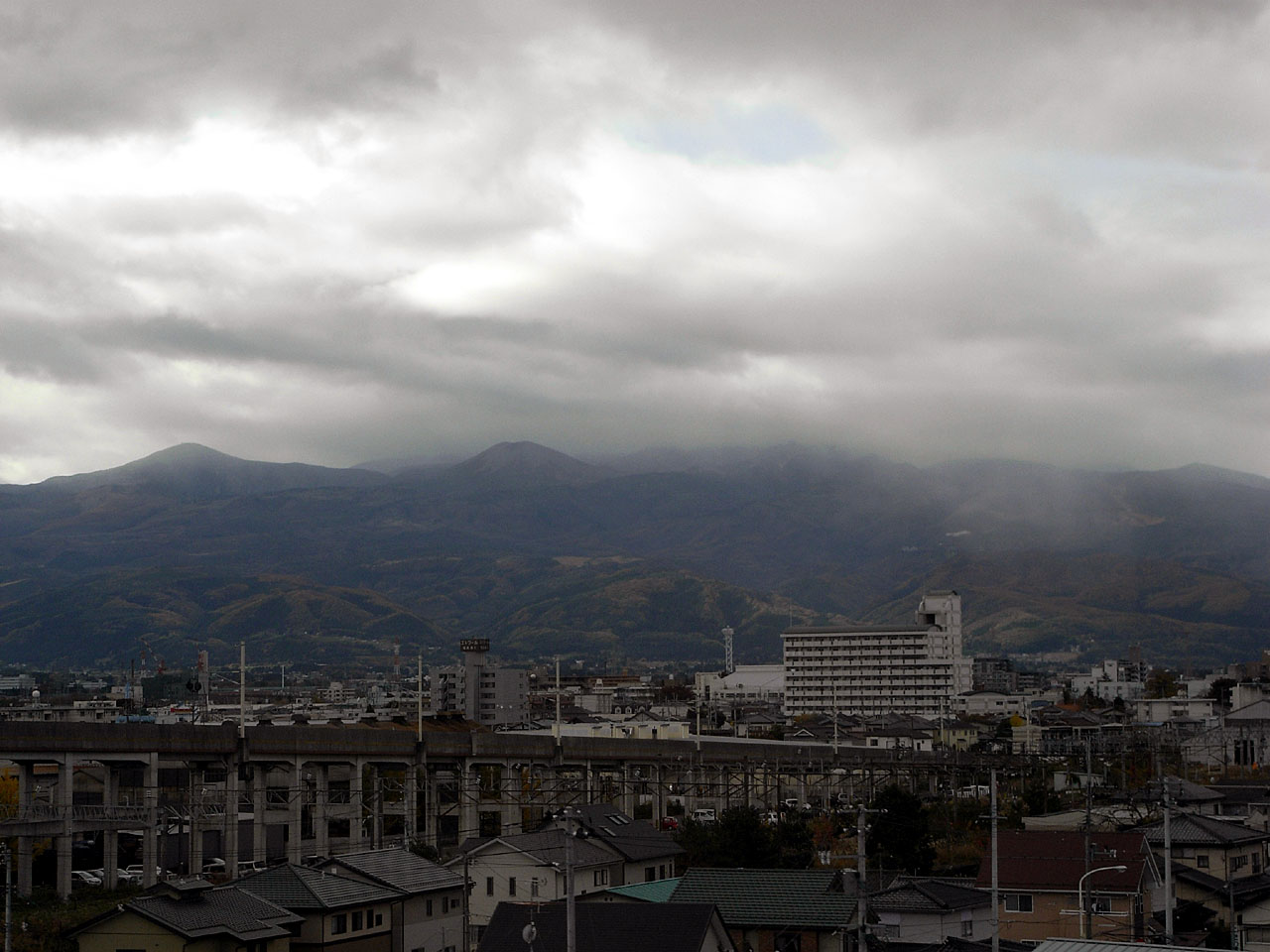
山形新幹線と 奥は吾妻小富士
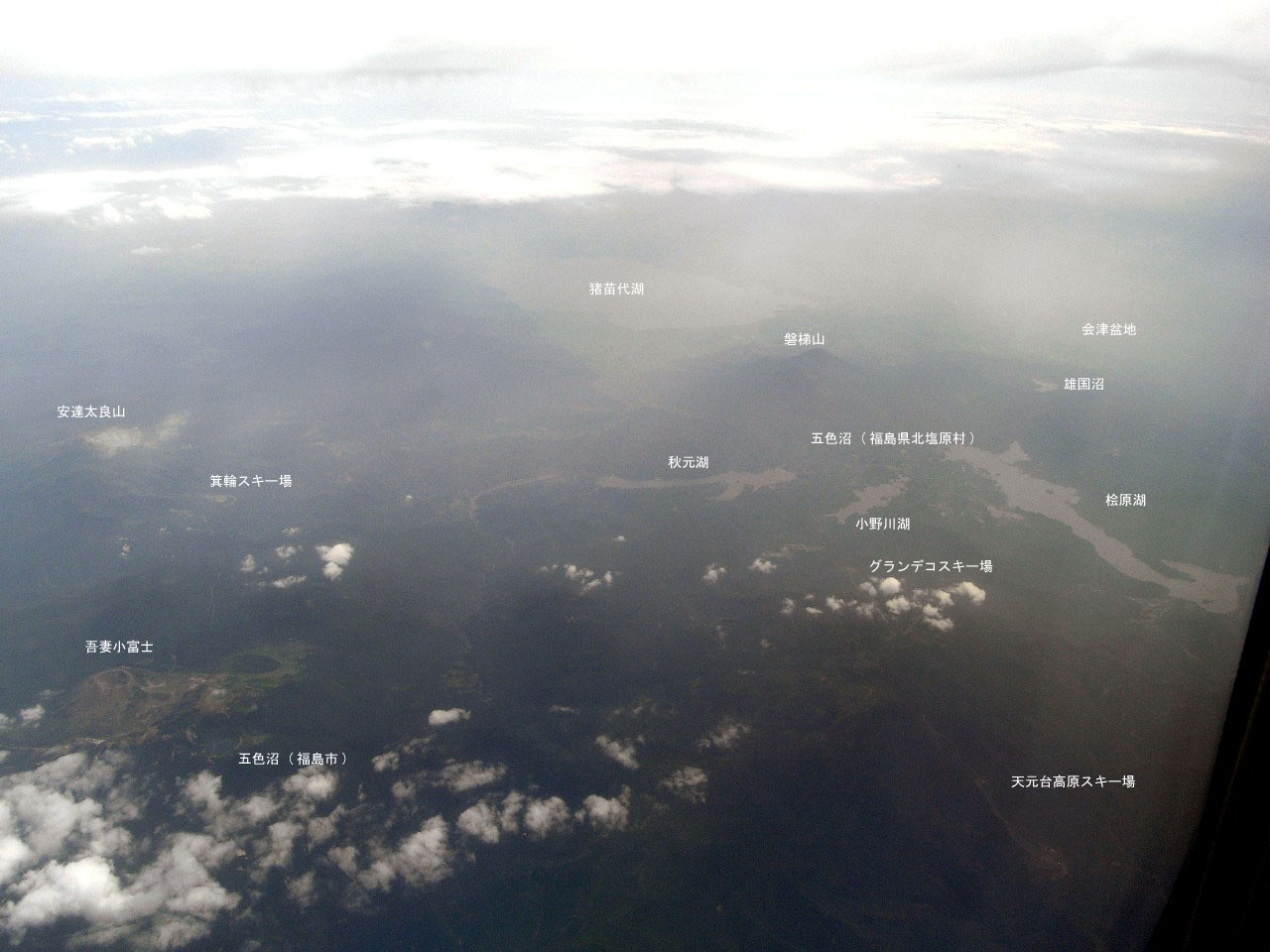
吾妻小富士から天元台にかけてが吾妻山
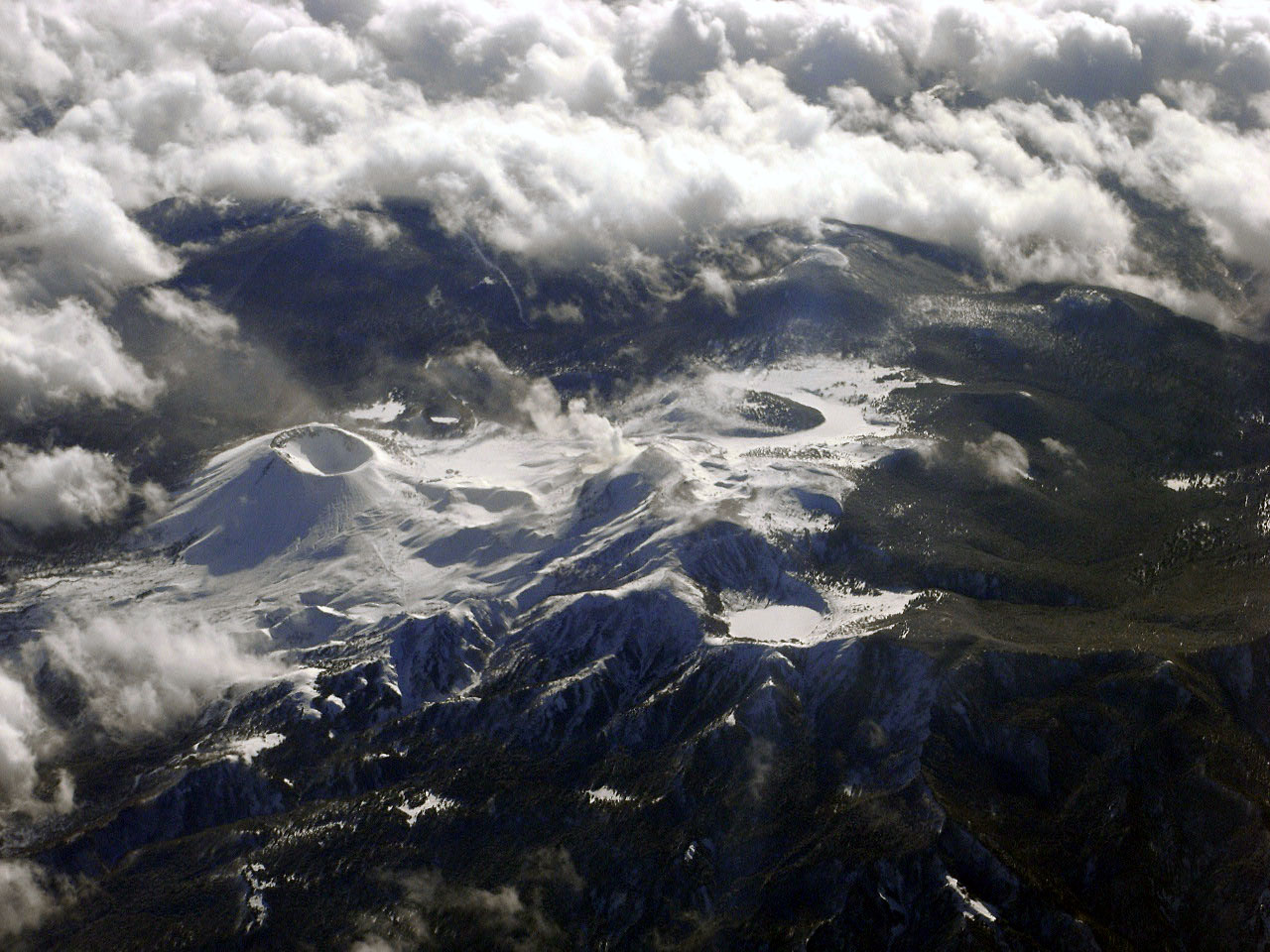
高空より見る吾妻小富士と噴気をあげる一切経山
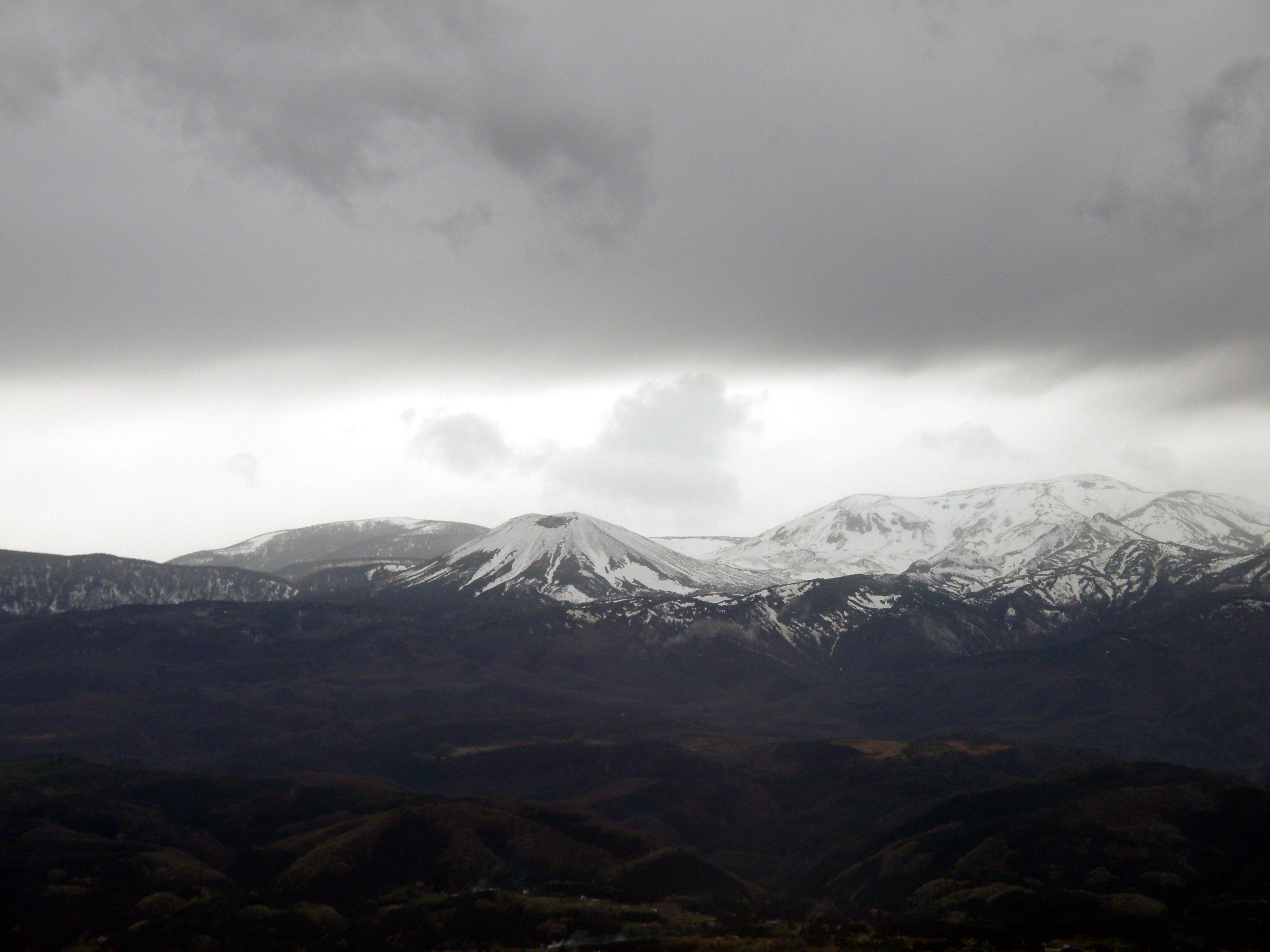
吾妻の雪うさぎ
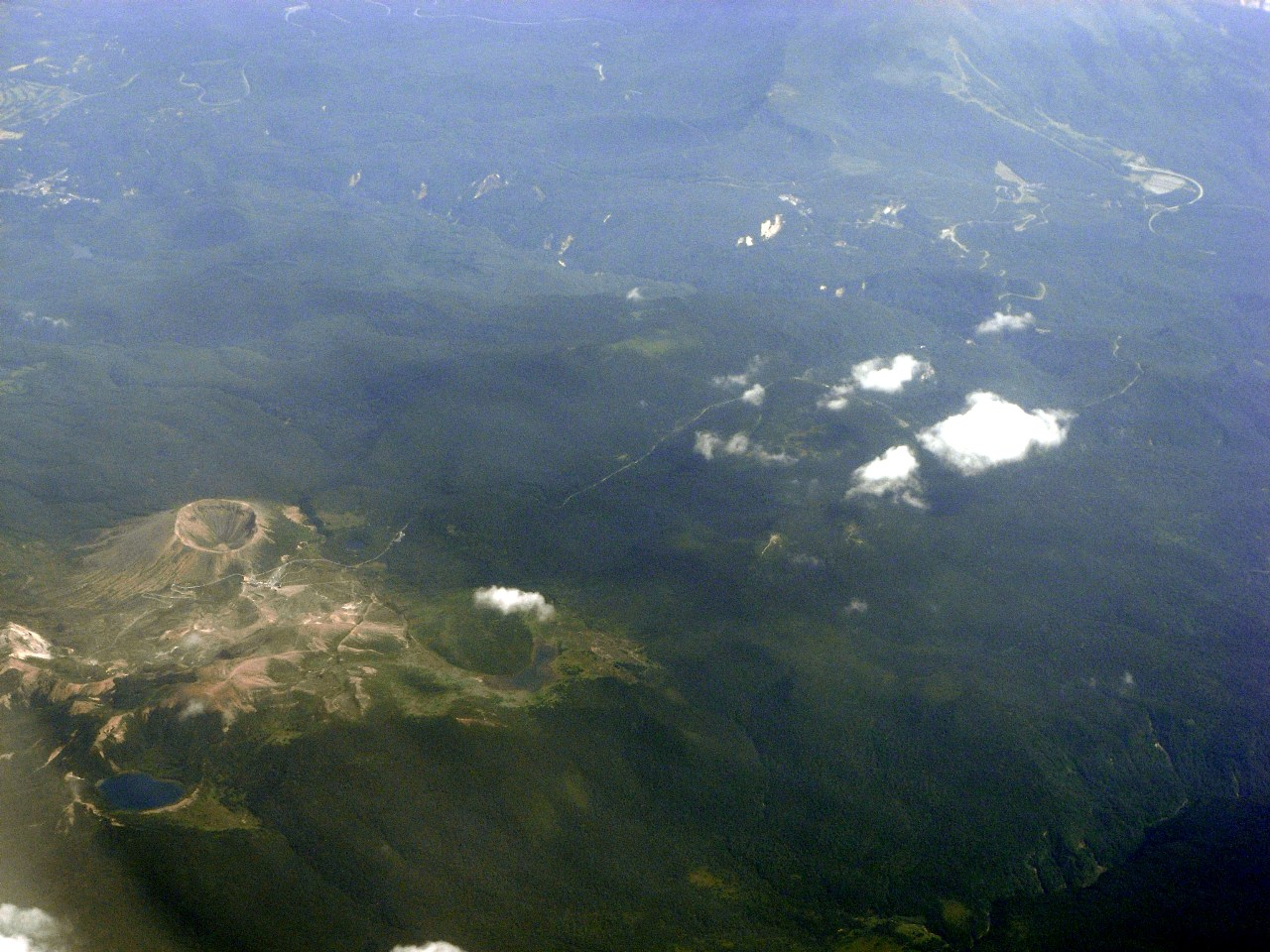
高空より見る吾妻小富士